# 菲律宾护照
菲律賓護照，是由菲律賓外交部向當地公民簽發的旅行證件，以供其在外國出入境之用。
菲律賓護照在全球有效，並可按相關簽證要求在各國出入境。
現行版本的菲律賓護照於2016年發行，屬該國第二代的生物特徵護照。

## 歷史
早於1500-1600年代，西班牙統治下的菲律賓已開始發行類似護照的旅行證件，以限制鄰近地區的人口流動。但是，正式的菲律賓護照要到1946年從美國獨立後才面世。
從1990年代至今，菲律賓護照歷經五個版本，目前簽發的是2016年版本。

### 1995年前的護照
在1995年前簽發的普通護照封面為棕色，並印有國徽、國名及「護照」字樣（以菲律賓語標示），並打上貫穿整本護照的護照編號。
而在內頁方面，色調則以綠色及橙色為主，並以菲、英雙語印刷。
此等護照一直簽發至1995年4月30日為止，隨後被1995年版護照取代。

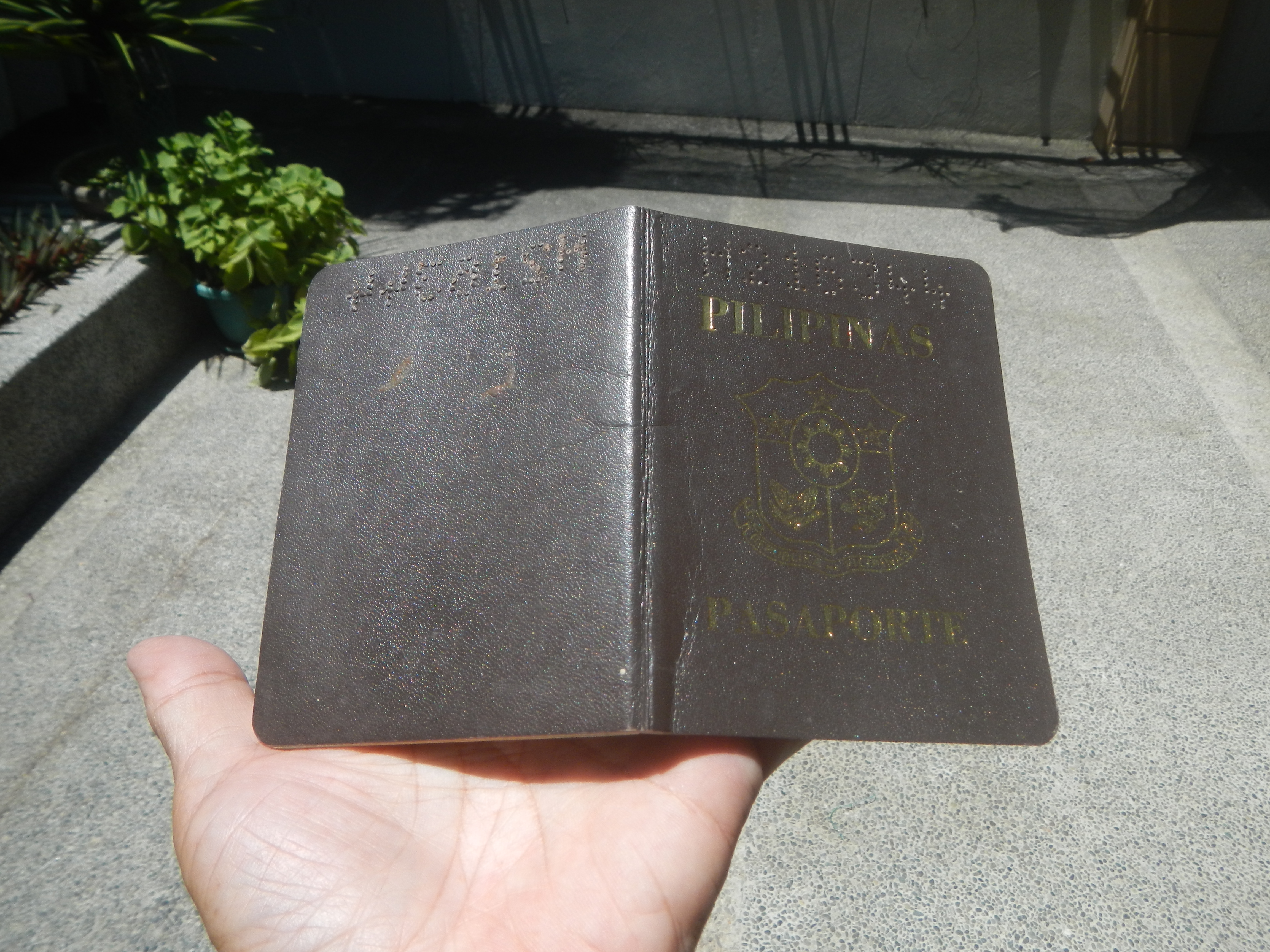
1995年前護照封面
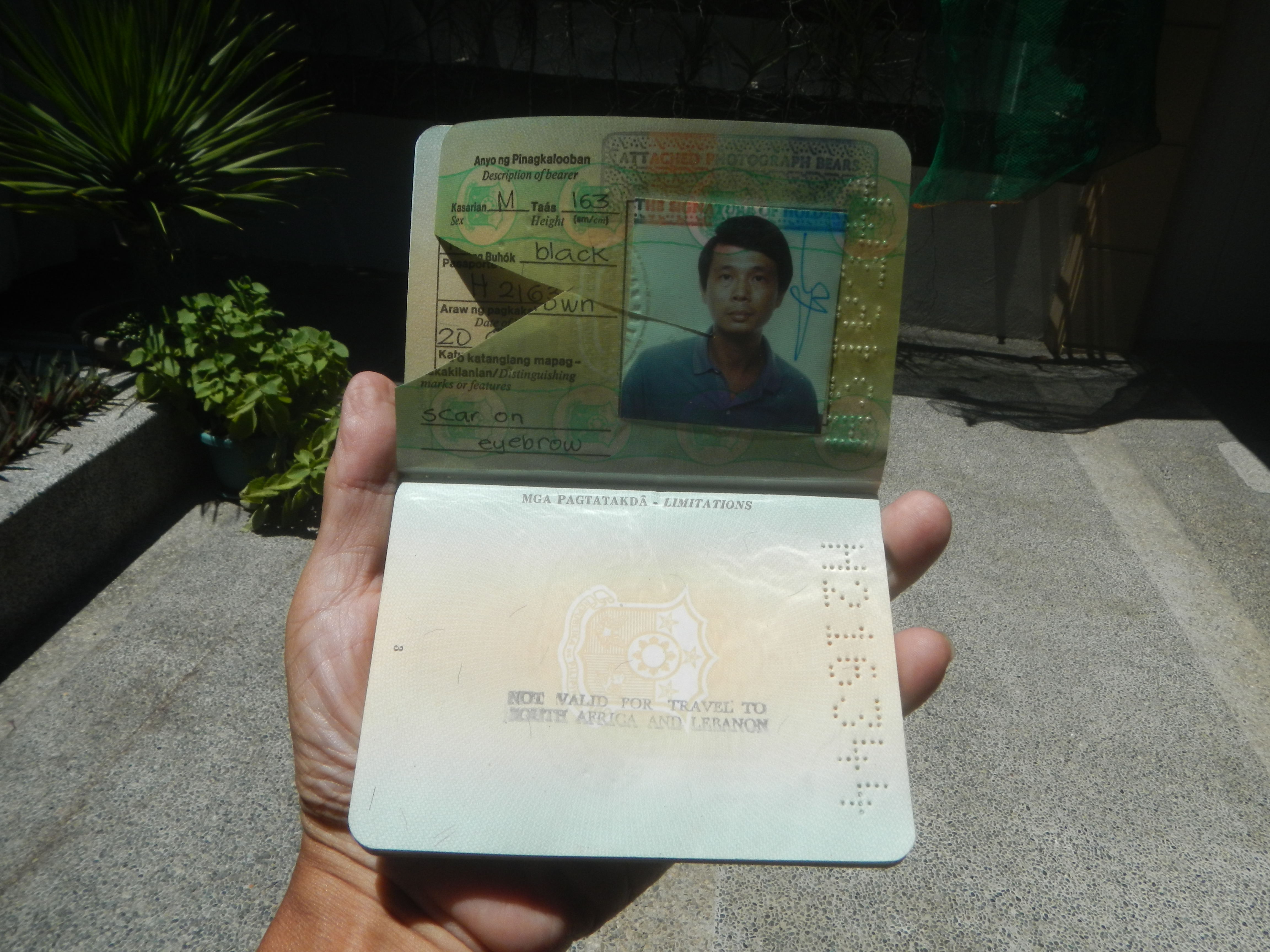
1995年前護照資料及限制頁
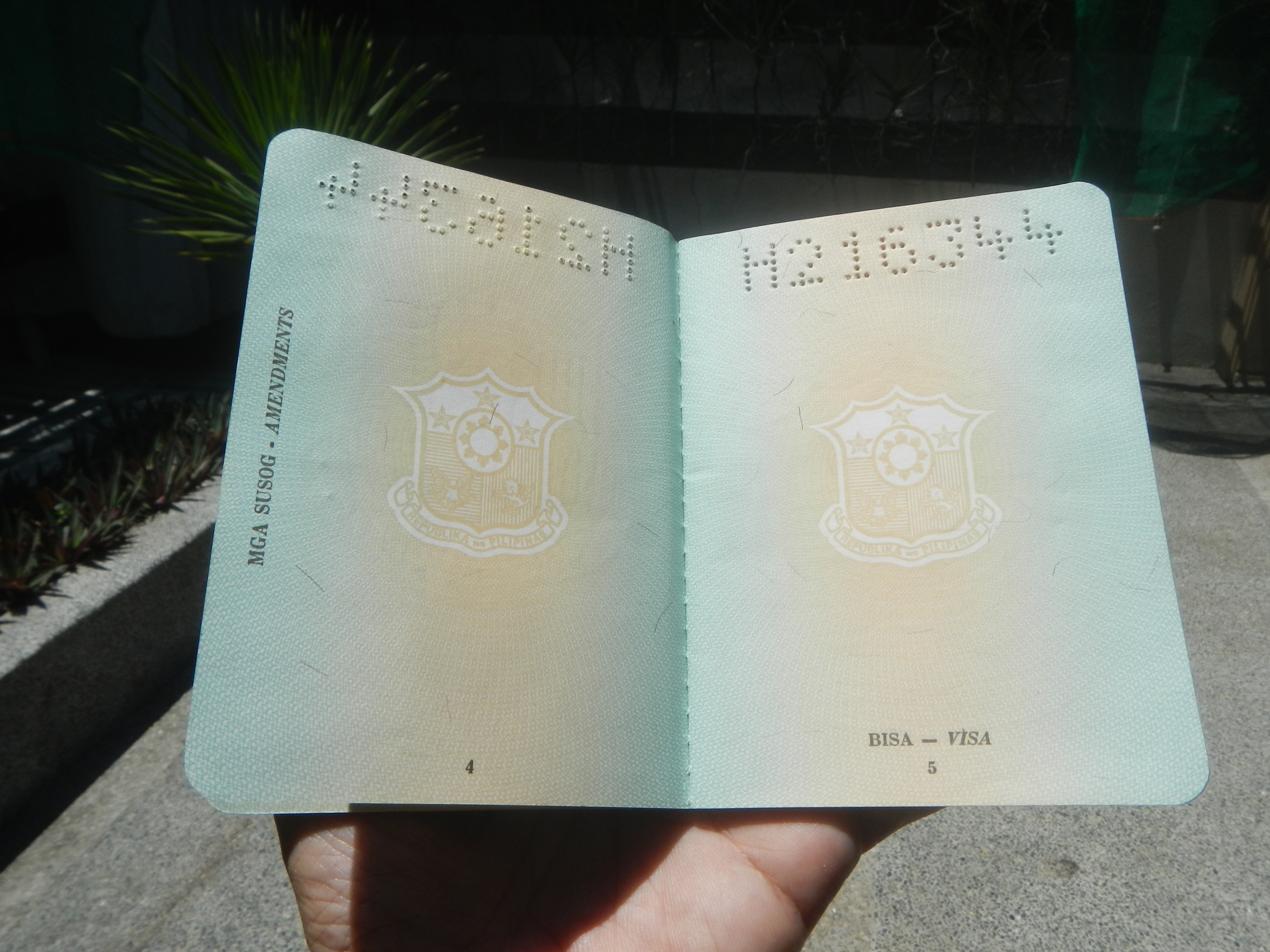
1995年前護照備註及簽證頁
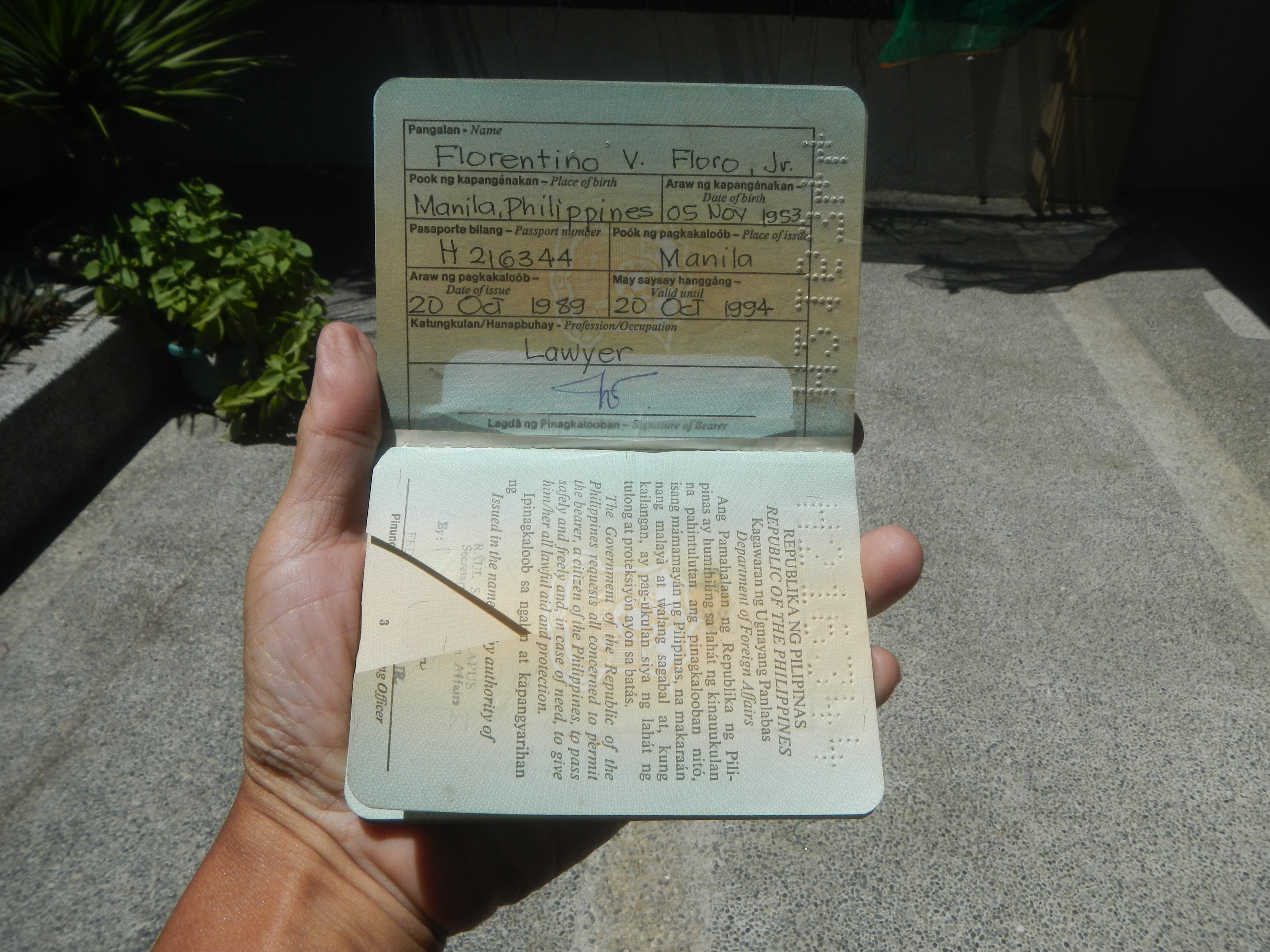
1995年前護照請求頁

### 1995年版護照
1995年5月1日，外交部開始發行新一代的菲律賓護照，是為1995年版護照，設有32頁。該版護照的封面顏色由棕色改為綠色，而內頁顏色亦改以淺綠色和紫色為主。
從2004年發行的1995年版護照中，開始加入電腦條碼，並一直發行至2007年9月16日為止。
在停止發行後，此版本護照理論上可使用至有效期屆滿（即2012年9月15日）為止。但是，由於ICAO後來規定成員國護照必須為可機讀格式，因此部分國家自2010年4月起已經不再承認1995年版護照。

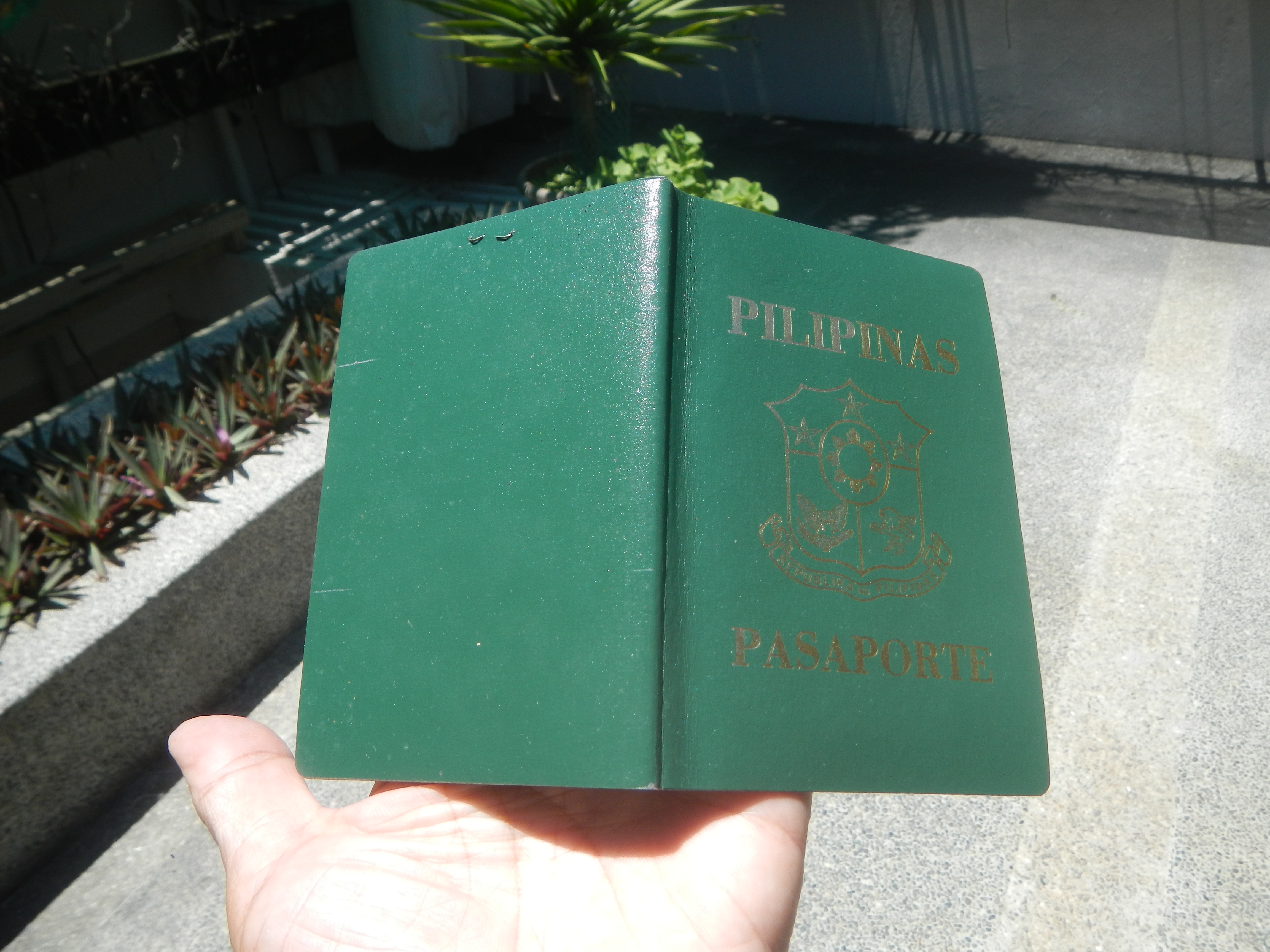
1995年版護照封面
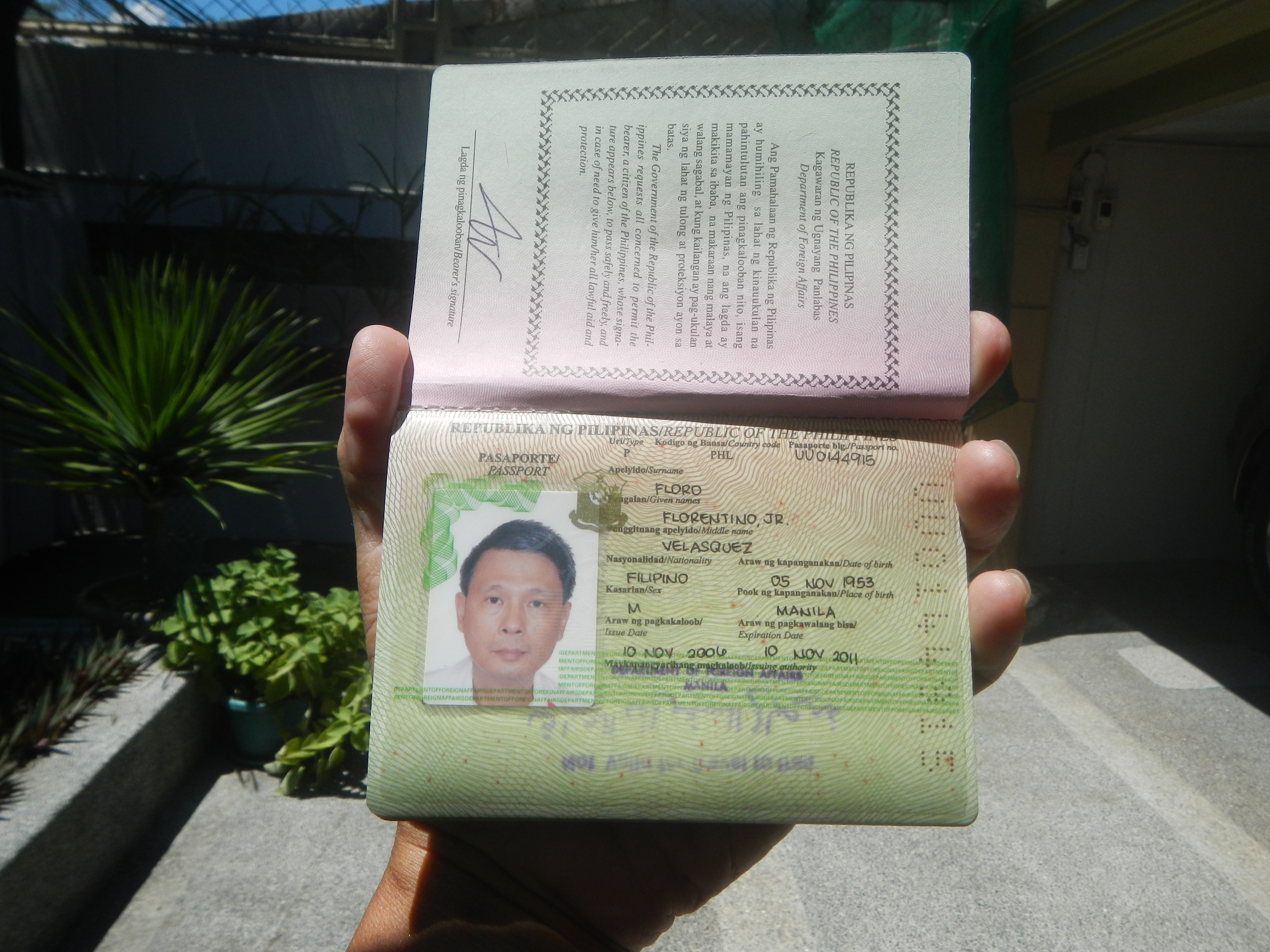
1995年版護照資料及請求頁
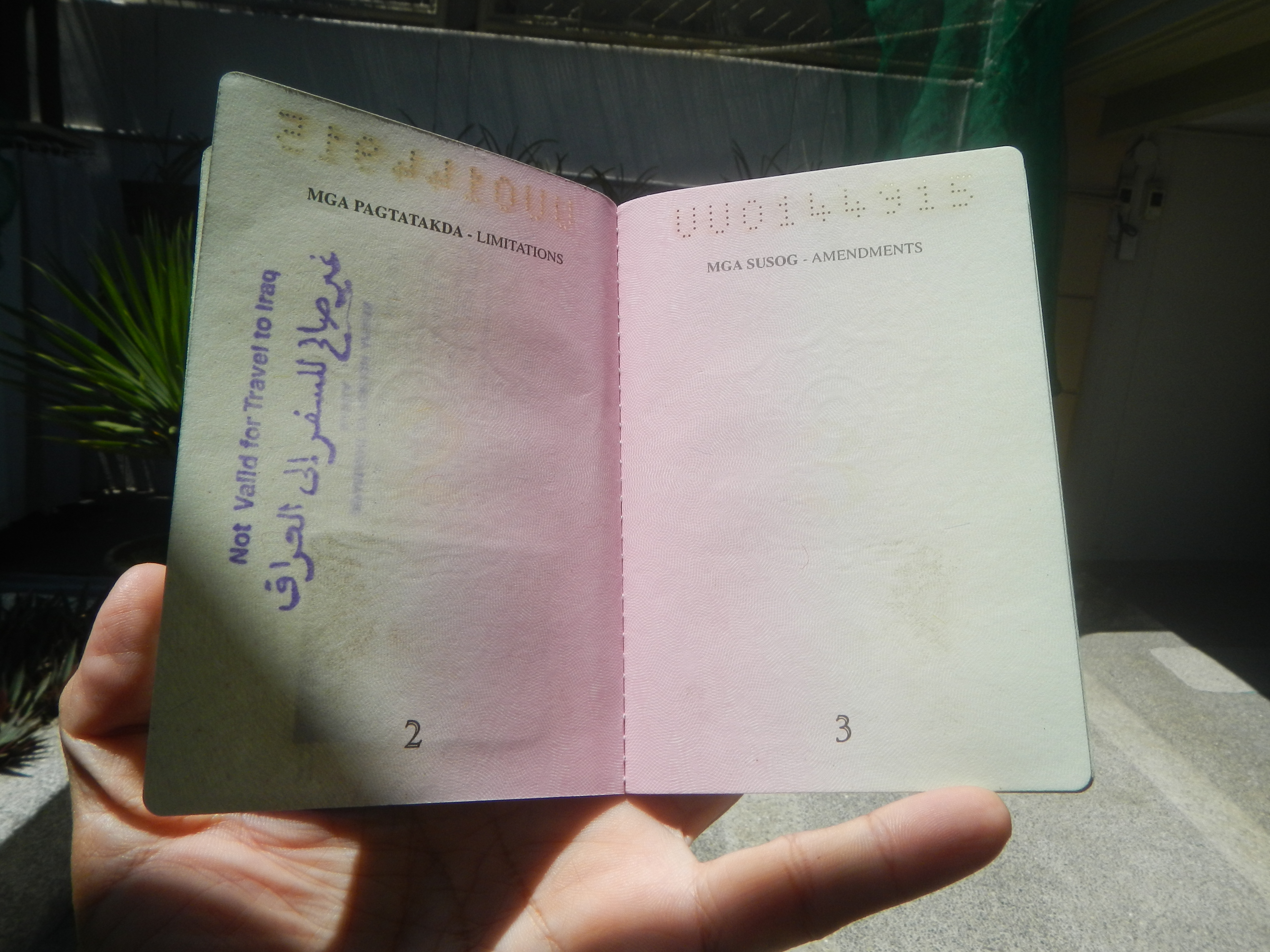
1995年版護照限制及備註頁

### 2006年版護照
2006年，外交部與菲律賓中央銀行合作推出新一代可機讀護照，但由於發行計劃遭受司法覆核，最後延至2007年9月17日才正式發行 （而公務及外交護照，則早三個月開始改為新版
）。
相比上一代護照，2006年版封面改用酒紅色，但圖文設計不變；而內頁則由舊版的32頁增至44頁，並將資料頁改為可機讀格式，另用紙顏色改以藍、紅二色為主。
由於新版生物特徵護照面世，2006年版護照僅僅發行了接近兩年即被取代，是近年五個版本的護照中，發行時間最短的一個。

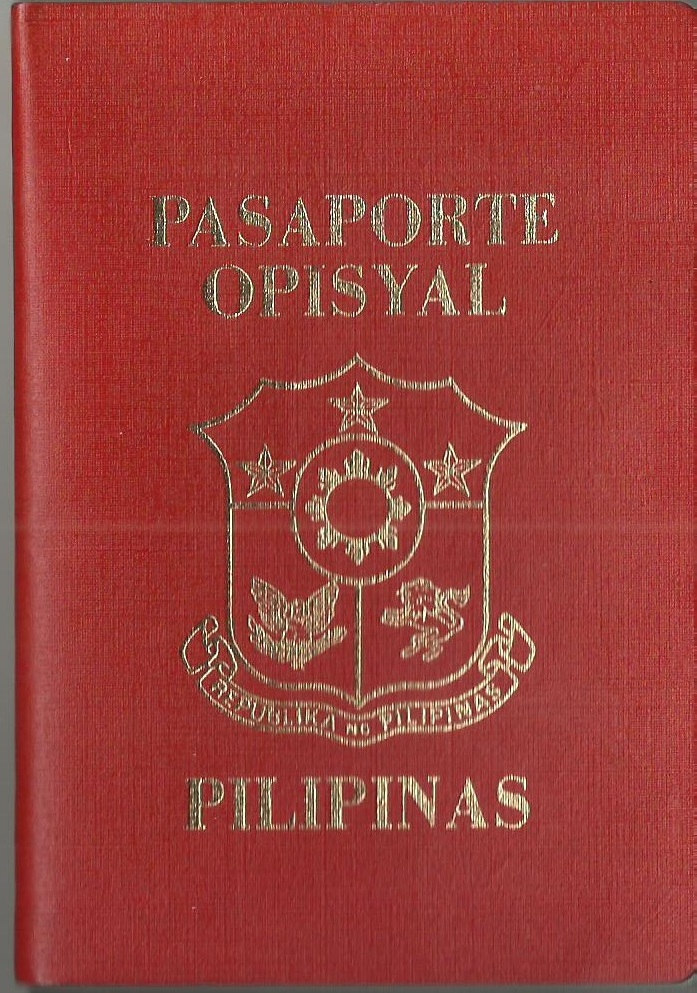
2006年版公務護照封面

### 2008年版護照
2008年，外交部推出菲律賓第一代生物特徵護照，並於2009年8月11日起發行，而首本新版護照簽發予時任總統阿羅約夫人。
除加入晶片、在資料頁加入防偽薄膜及對內頁字體略作改動外，封面及內頁設計與上一個版本大同小異。

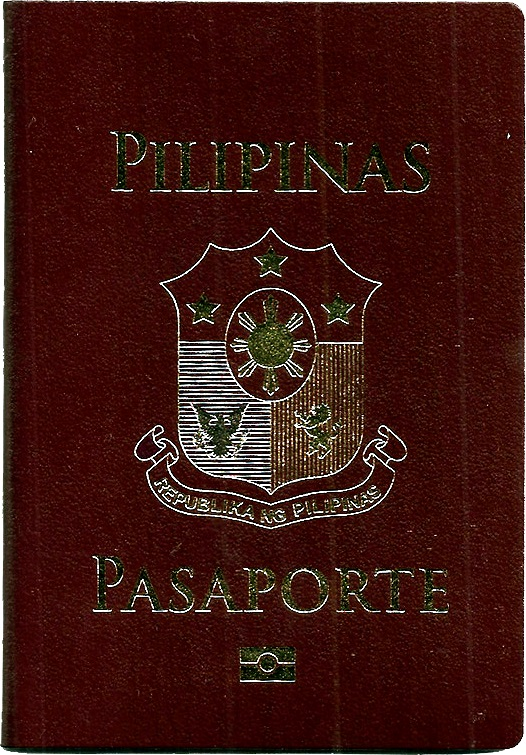
2008年版護照封面
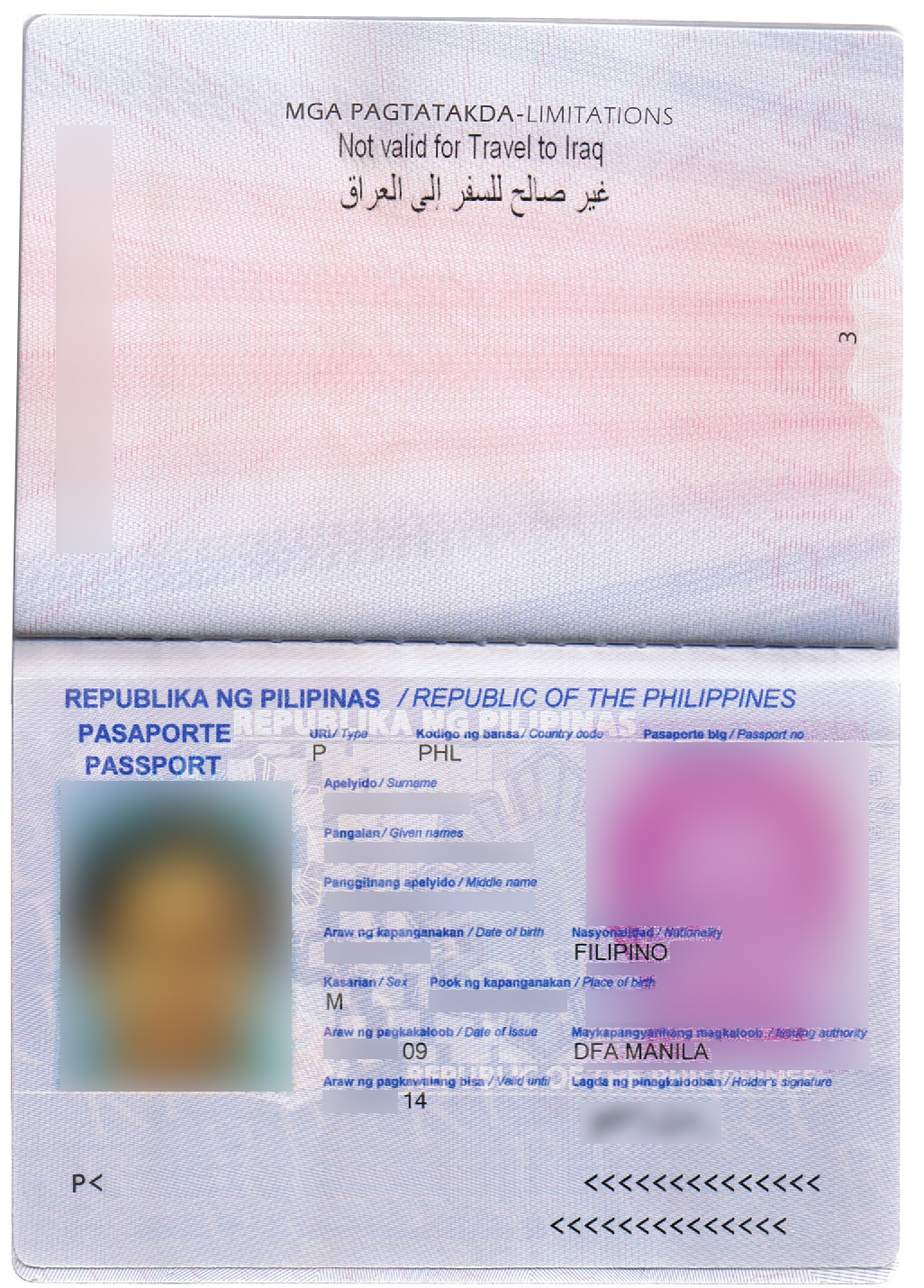
2008年版護照資料及限制頁

### 2016年版護照
2016年8月15日，外交部再推出第二代生物特徵護照，即現時簽發的版本。
相比上一個版本，2016年發行的護照在防偽措施上作出不少改進：除了改用特製螢光墨水印刷，亦改用附有防偽纖維的紙張印刷，同時將包括識別晶片在內的保安措施升級。
此外，封面及內頁特徵亦作出不同程度的改變：封面與上一代護照分別不大，但圖文顏色由銀色改為金色；而在內頁，則改用藍、紫二色為主，並在簽證頁加入以菲律賓文化及名勝為主的圖樣。
由於延長護照有效期的法案於2017年8月獲總統批准，從2018年元旦日起向18歲及以上人士發行的護照，有效期均為10年。

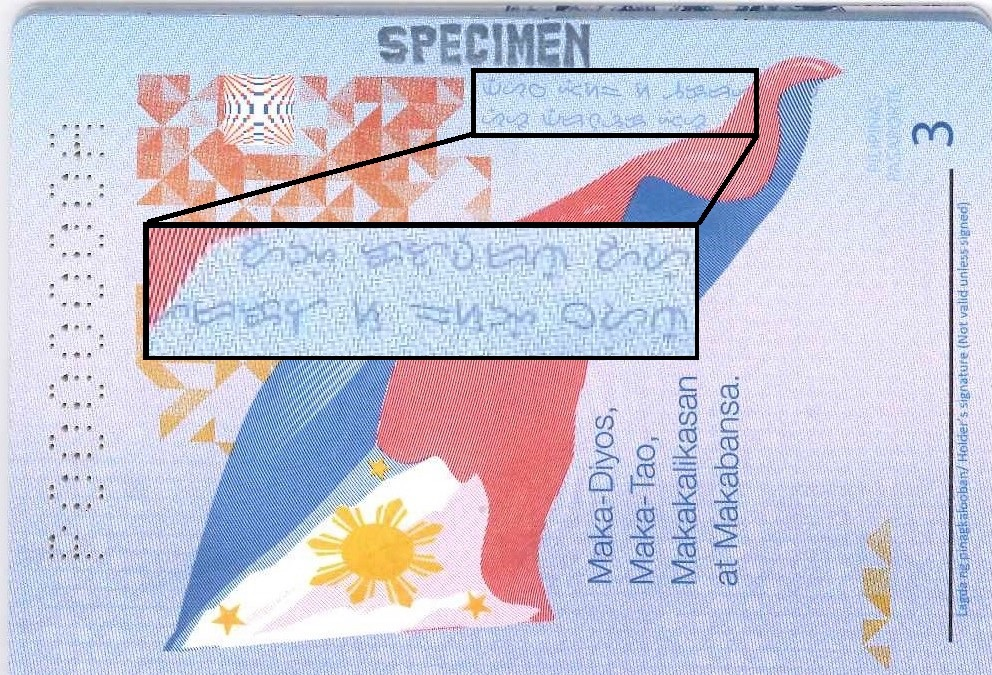
2016年版護照簽署頁，可見防偽特徵
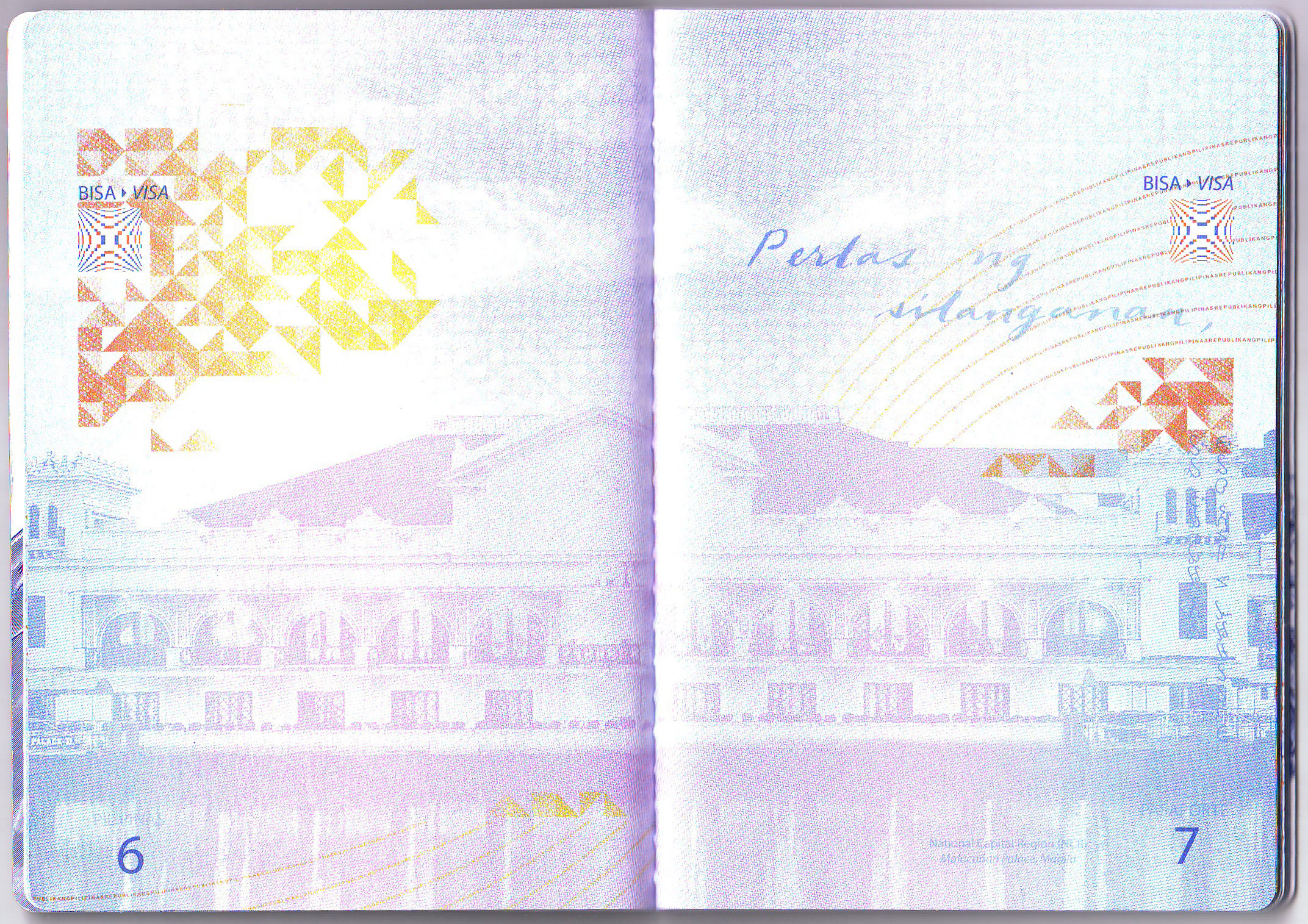
2016年版護照簽證頁

## 類別
現時，菲律賓護照分為三個類別，詳情如下：
- 普通護照（酒紅色）：簽發予一般公民。
- 公務護照（紅色）：簽發予需要出國公幹的公務員，以及非外交官職系的駐外機構人員，只有半年有效期。
- 外交護照（深藍色）：簽發予外交官、總統連家屬、內閣成員，以及駐國際機構代表，具外交豁免權。

此外，菲律賓亦向外借予新加坡展出的兩隻食猿鵰簽發普通護照，作為表示擁有權的象徵性憑證，而有關證件不視為菲律賓有效旅行證件。

## 申請程序
申請護照程序均需於櫃檯進行，並通過網上預約及繳費。前赴辦證時，需遞交以下文件：
- 已填妥申請表
- 照片
- 出生紙副本（適用於新申請）
- 身份證明文件副本
- 舊護照資料頁副本（適用於續期申請）
- 辦證費用收據

截至2020年，辦理菲律賓護照費用如下：
- 一般申請：₱950
- 加急申請：₱1,200

若因護照遺失或損毀而需補領，須另加₱350罰款。
一般而言，於馬尼拉、邦板牙省、盧塞納及奎松城的指定辦事處申領護照，可於7日內領取，而其他省份則為15-20日。若在海外使領館申請，則需要120日處理。

## 護照內容

### 個人資料頁
個人資料頁包括以下內容：
- 相片
- 證件類別（P）
- 國家代碼（PHL）
- 姓名
- 護照編號
- 性別
- 國籍（Filipino）
- 生日
- 出生地
- 簽發日
- 到期日
- 護照註冊號
- 簽發機構（DFN Manila，即外交部）
- 機讀區

### 簽署頁
簽署頁設於護照第3頁，印有國旗圖案，並需由持有人直接簽署 。但在2008年版護照，簽署均是從申請表上擷取，並直接印在簽署頁上。

### 限制頁
一般而言，限制頁上均為空白，除非菲律賓政府下令禁止公民前赴特定國家。而在以往，南非、黎巴嫩及伊拉克曾分別因種族隔離政策及戰爭，而被列入禁止遊覽國家之列，並分別以英文及當地語文印於限制頁上（當中，在2009-2011年發行的2008年版護照「不適用於伊拉克」字樣為預印，其餘均為人手加蓋）。

### 請求頁
請求頁內容如下：
菲律賓語：
|  |

英語：
|  |

中文語意如下：
| 菲律賓共和國政府茲請各相關方准予持照人通行無礙、不受遲延，並在需要時予以法律協助或保護。 |

### 簽證頁
以往，護照分為32頁及64頁兩種。隨著2006年版菲律賓護照發行，所有護照均統一為44頁。而在現行版本簽證頁中，則印有以菲律賓文化及名勝為主的圖樣，以及國歌歌詞。

## 旅行待遇
根据2025年1月8日发布的亨利护照指数，菲律宾护照可免签证、落地签证或电子签证入境67个国家和地区，位居世界第75。

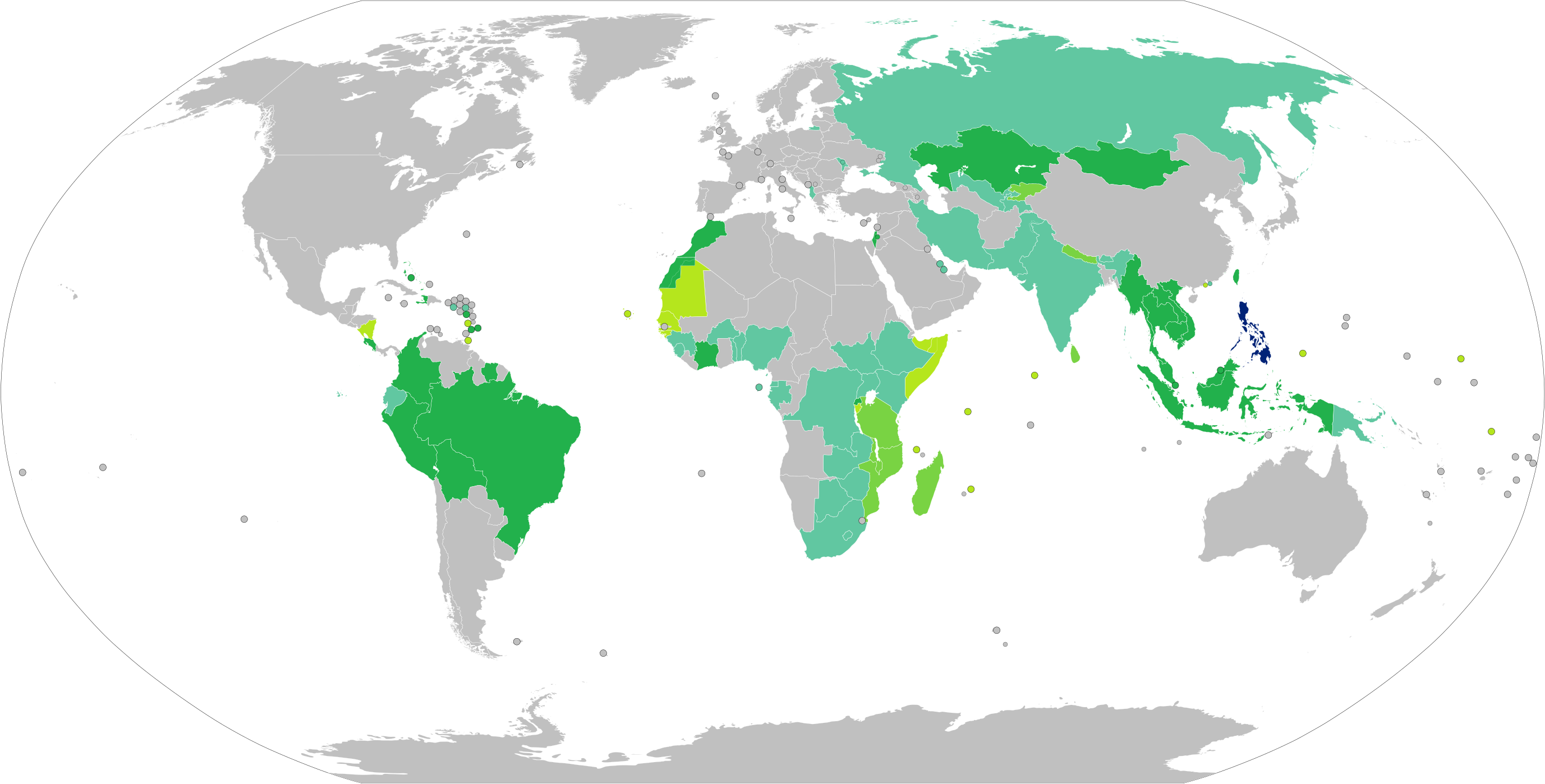
菲律賓公民簽證要求
菲律賓
免簽證
落地簽證
電子簽證
電子或落地簽證
需預先申領簽證